# Thailand Open 2008
Die Thailand Open 2008 im Badminton fanden in Bangkok vom 24. bis 29. Juni 2008 statt.

## Austragungsort
- Nimibutr National Stadium

## Sieger und Platzierte
| Disziplin    | Gold                    | Silber                    | Bronze                                   |
| ------------ | ----------------------- | ------------------------- | ---------------------------------------- |
| Herreneinzel | Lin Dan                 | Boonsak Ponsana           | Chan Yan Kit                             |
| Herreneinzel | Lin Dan                 | Boonsak Ponsana           | Alamsyah Yunus                           |
| Dameneinzel  | Xie Xingfang            | Lu Lan                    | Wang Chen                                |
| Dameneinzel  | Xie Xingfang            | Lu Lan                    | Xing Aiying                              |
| Herrendoppel | Cai Yun Fu Haifeng      | Guo Zhendong Xie Zhongbo  | Mathias Boe Carsten Mogensen             |
| Herrendoppel | Cai Yun Fu Haifeng      | Guo Zhendong Xie Zhongbo  | Songphon Anugritayawon Tesana Panvisavas |
| Damendoppel  | Yang Wei Zhang Jiewen   | Chin Eei Hui Wong Pei Tty | Cheng Wen-hsing Chien Yu-chin            |
| Damendoppel  | Yang Wei Zhang Jiewen   | Chin Eei Hui Wong Pei Tty | Jiang Yanmei Li Yujia                    |
| Mixed        | Xie Zhongbo Zhang Yawen | He Hanbin Yu Yang         | Sudket Prapakamol Saralee Thungthongkam  |
| Mixed        | Xie Zhongbo Zhang Yawen | He Hanbin Yu Yang         | Lim Khim Wah Wong Pei Tty                |

## Finalergebnisse
| Disziplin    | Sieger                  | Finalist                  | Ergebnis            |
| ------------ | ----------------------- | ------------------------- | ------------------- |
| Herreneinzel | Lin Dan                 | Boonsak Ponsana           | 17–21, 21–15, 21–13 |
| Dameneinzel  | Xie Xingfang            | Lu Lan                    | 26–24, 21–7         |
| Herrendoppel | Cai Yun Fu Haifeng      | Guo Zhendong Xie Zhongbo  | 21–17, Aufgabe      |
| Damendoppel  | Yang Wei Zhang Jiewen   | Chin Eei Hui Wong Pei Tty | 15–21, 21–13, 21–13 |
| Mixed        | Xie Zhongbo Zhang Yawen | He Hanbin Yu Yang         | 23–25, 21–10, 23–21 |